# Alburnus belvica
Az Alburnus belvica a sugarasúszójú halak (Actinopterygii) osztályának pontyalakúak (Cypriniformes) rendjébe, ezen belül a pontyfélék (Cyprinidae) családjába tartozó faj.

## Rendszerezés
Korábban az Alburnus albidus alfajának tekintették Alburnus albidus belvica néven.

## Előfordulása
Az elterjedési területe a Görögország, Albánia és Észak-Macedónia területén fekvő Preszpa-tó.

## Megjelenése
A hím legfeljebb 13,6 centiméteres, míg a nőstény elérheti a 22 centimétert is.

## Életmódja
A lassú folyású vizeket és kisebb tavakat kedveli. Gerinctelenekkel és növényekkel táplálkozik; ő maga pedig fő zsákmánya a borzas gödénynek (Pelecanus crispus). Legfeljebb 8 évig él.

## Szaporodása
Íváskor, éjszaka a fő területéről annak mellékágaiba vonul, ahol a kavicsok közé rakja le ikráit.